# Elfie Astier
 (février 2013).
Si vous disposez d'ouvrages ou d'articles de référence ou si vous connaissez des sites web de qualité traitant du thème abordé ici, merci de compléter l'article en donnant les références utiles à sa vérifiabilité et en les liant à la section « Notes et références ».
Pour les articles homonymes, voir Astier et Elfie.
Elfie Astier, dont le nom d'épouse est Elfie Weiss, et qui s’est fait connaître sous son seul prénom Elfie, est une chanteuse, actrice et animatrice de télévision française née en 1969 à Paris.

## Biographie
Elfie Astier, née à Paris, est la fille d'Henri Astier, un des fondateurs de l'Alcazar avec Jean-Marie Rivière et Marc Doelnitz. Elle commence sa carrière avec Sheila en 1977 dans un 45 tours, L'arche de Noé, en y donnant la fameuse réplique On le prend dis maman !… en compagnie de Florent.
Elle fait ensuite partie d'un éphémère groupe de quatre très jeunes chanteuses francophones baptisé Les Petites Filles, entourée d'Axelle Bernard, Anaïs de Courson et Valérie Vaumorin.
Ce groupe connaît un certain succès en 1979 avec sa chanson Sauverais-tu ma vie ?, composée par Lewis Furey. Auparavant les quatre petites filles sont choristes dans un spectacle musical de Lewis Furey et Carole Laure qui a lieu à Paris au théâtre Bobino en avril 1979.
Parmi les quatre petites filles, seule Elfie renoue par la suite avec les planches en jouant auprès de Chantal Goya dans le spectacle Dans la forêt magique sur la scène de l'Olympia en 1979 et, en 1982, en chantant la chanson du générique du dessin animé Tom Sawyer et en coanimant l'émission Récré A2 aux côtés de son partenaire, le chien Doggy Dog (Michel Cassez, alias Gaston sur Antenne 2 jusqu'à janvier 1984).
Elfie Astier est l'invitée du 4e Japan Expo en juillet 2002 et vit depuis 1987 à Los Angeles en Californie où elle possède une boutique de pâtisserie depuis 2005.

## Filmographie

### Cinéma
- 1978 : Trocadéro bleu citron de Michaël Schock, avec Anny Duperey, Lionel Melet et Bérangère de Lagatinerie
- 1983 : Surprise Party de Roger Vadim, avec Caroline Cellier, Christian Vadim et Philippine Leroy-Beaulieu, rôle de Claudie Lambert

### Télévision
- 1979 : Les Dames de la côte de Nina Companeez avec Fanny Ardant, Francis Huster, rôle d'Eve Hérart préadolescente